# Perutinamo
Perutinamo (Nothoprocta taczanowskii) är en hotad fågel i familjen tinamoer som är endemisk för Peru.

## Utseende och läten
Perutinamo är en mörk, fint tecknad tinamo med en kroppslängd på 36 cm. Den är grå på huvud och hals med svartaktig hjässa och svarta teckningar i ansiktet. Ovansidan är sotfärgad med tunna beigefärgade strimmor och otydlig brun bandning. På vingtäckarna syns svarta och beigefärgade fläckar. Vingpennorna är gulbruna med svarta band. Strupen är ljust gråbeige, bröstet grått med svartramade beigefärgade fläckar. Resten av undersidan är också beige, med sotfärgade band. Den långa och böjda näbben är svart. Lätet som yttras vid uppflog är ett högljutt, kacklande "cuyy-cuyy".

## Utbredning
Perutinamo förekommer i Anderna i södra och centrala Peru (Junín till Puno). Den behandlas som monotypisk, det vill säga att den inte delas in i några underarter.

## Status
Perutinamo har ett relativt litet utbredningsområde där den endast är känd från ett fåtal lokal. Den tros minska i antal till följd av habitatdegradering och jakt. Världspopulationen tros bestå av endast mellan 1500 och 7000 vuxna individer, och tros dessutom vara fragmenterad. Internationella naturvårdsunionen IUCN kategoriserar därför arten som sårbar.

## Namn
Fågelns vetenskapliga namn hedrar den polska zoologen och samlaren Władysław Taczanowski (1819-1890). Fram tills nyligen kallades den även taczanowskitinamo på svenska, men justerades 2022 till ett enklare och mer informativt namn av BirdLife Sveriges taxonomikommitté.